# 林武 (政治家)
林 武（りん ぶ、1962年2月 - ）は、中華人民共和国の官僚、政治家。福建省閩侯県出身。現職は山西省人民政府省長兼同省党委員会書記。

## 経歴
1962年2月、福建省閩侯県で生まれる。1982年8月に江西理工大学を卒業後、同年、湘潭鋼鉄場第一製鋼場に入場。以後、平炉作業場の幹部、副主任、主任、第二製鋼所の転炉準備組副組長を歴任した。1998年6月、湘鋼集団社長に昇格。2003年2月、湖南省経済貿易委員会主任、党組書記に就任。2005年6月、同省婁底市に転任し、同市党委副書記、副市長、市長代行、市長、党委書記を歴任。2011年11月、中国共産党湖南省委員会組織部常務副部長を担当する。2015年8月に中国共産党湖南省委員会常務委員、長株潭「二型社会」試験区労働委員会書記、管理委員会主任に任命。
2016年1月、中国共産党吉林省委員会常務委員、中国共産党吉林省委員会組織部部長に転出。2017年4月、第12期吉林省人民代表大会第34回会議は19日、林武を吉林省副省長に選出した。吉林省副省長は前任の高広浜が2月に吉林省党委副書記へ異動した後、空席となっていた。
2018年5月30日、党務に転じて山西省に赴任し、中国共産党山西省委員会常務委員に就任した。翌日には山西省副省長を兼任。前任の高建民は免職された。翌年1月、林武が山西省副省長の職務を解かれ、退任後に山西省党委副書記に任命される。第13期山西省人民代表大会常務委員会は12月5日の第15回会議で、省長代行の林武が省長に選出された。2021年5月31日には同省党委員会書記を兼任。
2022年12月、山東省党委員会書記に転出。2023年1月月には同省人民代表大会常務委員会主任を兼務する。2024年7月30日、金杉憲治駐中国大使が山東省済南市で林と会談し、人的往来の拡大に向け意見交換を行った。金杉は会談で、「日中間には問題があるからこそ国民レベルの交流拡大が必要だ」と強調し、新型コロナウイルス流行前に認められていた短期ビザ免除の復活へ支援を要請し、「訪問者が安全安心に感じる雰囲気づくり、観光客が訪れやすい環境醸成が重要だ」と伝えた。